# Uefa-modellen
Uefa-modellen eller Uefas cupmodell är ett system som tillämpas ibland i samband med utslagsmöten i lagsporter. Uefa-modellen bygger på att två lag möts hemma respektive borta, och det lag som gjort flest mål då båda matcherna är slut segrar. Vad som är speciellt med modellen är att om det sammanlagda resultatet är oavgjort efter de två matcherna, segrar det lag som gjort flest mål på bortaplan. Om det fortfarande inte går att skilja lagen åt spelas först en förlängning och om det fortfarande är oavgjort efter förlängningen, avgörs matchen definitivt genom en straffsparksläggning.
Systemet är mest berömt för sin tillämpning vid utslagsmatcher i Uefas fotbollsturneringar, men har även använts av bland annat Svenska Bandyförbundet.
Regeln infördes av Uefa 1965 dels som en metod att avgöra matcherna utan att behöva tillgripa en tredje match, omspel, och dels för att premiera ett mer offensivt spel på bortaplan. Den användes i Uefas klubblagsturneringar såsom Uefa Champions League och Uefa Europa League. Regeln blev dock på 2000-talet mer och mer omdiskuterad. Den kritiserades av flera namnkunniga tränare, bland andra Massimiliano Allegri, Unai Emery, Paulo Fonseca, Julen Lopetegui, José Mourinho och Thomas Tuchel. Anledningen var att de inte ansåg det vara lika svårt att göra mål på bortaplan längre och att situationen förändrats sedan regeln infördes. Enligt Uefas vice generalsekreterare 2018, Giorgio Marchetti, tyckte nämnda tränare att regeln var kontraproduktiv och snarare medförde att hemmalaget spelade defensivt av rädsla för att släppa in ett mål. Uefa inledde efter det en utredning i syfte att se över regeln.
Uefa beslutade den 24 juni 2021 att avskaffa bortamålsregeln i alla sina klubblagsturneringar. Från och med säsongen 2021/22 vidtar i stället förlängning efter den andra matchen om den sammanlagda ställningen är oavgjord efter två matcher, oavsett hur många mål som gjorts på bortaplan. Om inga mål görs i förlängningen eller om båda klubbarna gör lika många mål blir det straffsparksläggning.